# Parapercis okamurai
Parapercis okamurai är en fiskart som beskrevs av Kamohara, 1960. Parapercis okamurai ingår i släktet Parapercis och familjen Pinguipedidae. Inga underarter finns listade i Catalogue of Life.